# Lavendelparakit

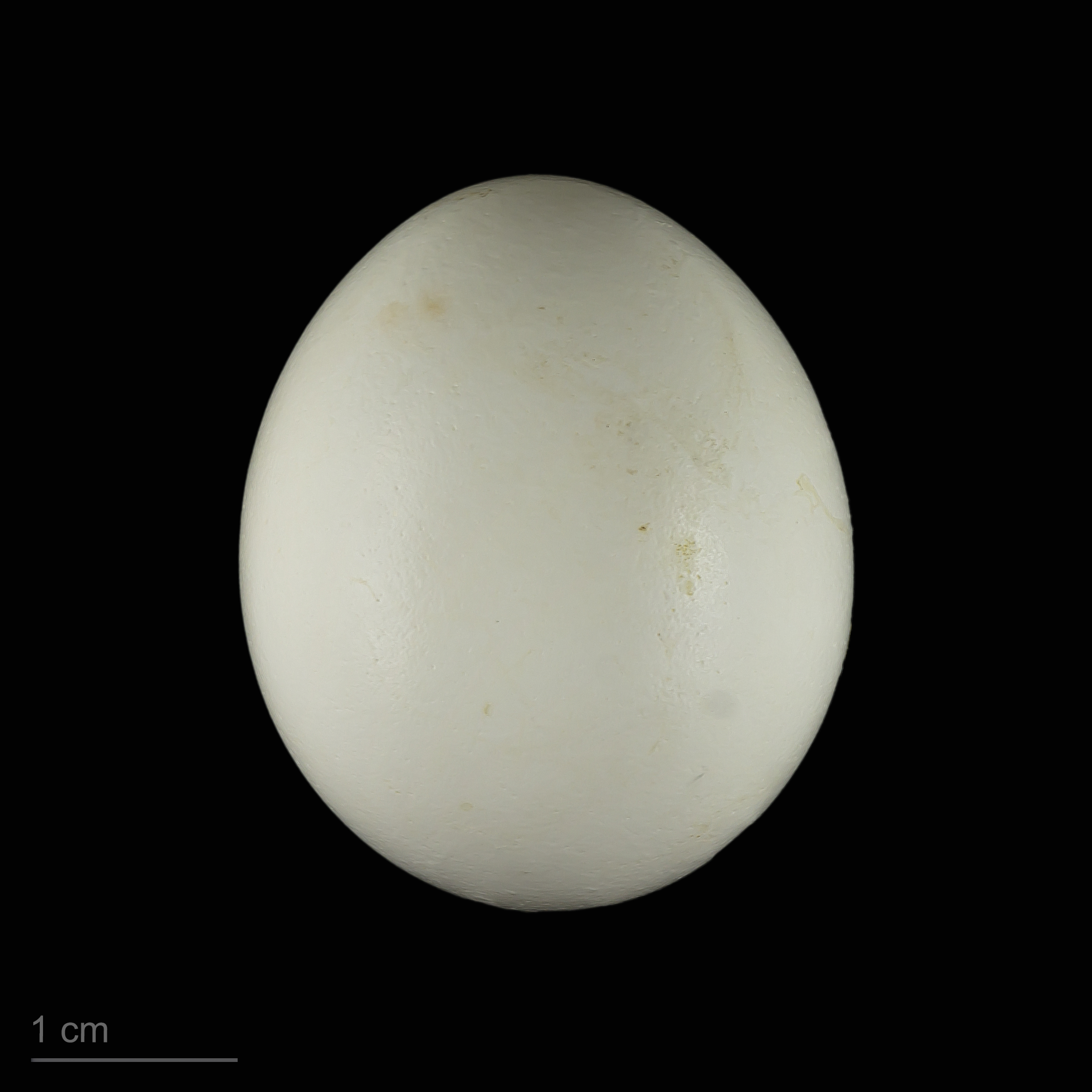
Psittacula derbiana

Lavendelparakit (Psittacula derbiana) är en asiatisk fågel i familjen östpapegojor inom ordningen papegojfåglar.

## Utseende
Lavendelparakiten är en stor och grön parakit med en kroppslängd på 46-50 cm. Näbben är röd ovan med gul spets, medan undre näbbhalvan är svart. Från nacken och bakåt är den grön med gulaktig anstrykning på mellersta vingtäckarna. Undersidan är lila förutom gröna lår och undergump. Stjärten är blå centralt och grön på kanterna, under gulaktig.
Det mestadels lila huvudet är pregnant tecknat med ett smalt svart pannband som sträcker sig bakåt och övergår i ljusturkos kring ögat. Från undre näbbhalvan till under örontäckarna syns även ett bredare svart band. Honan saknar det turkosa inslaget kring ögat och har en helsvart näbb, medan ungfåglarna är mattare i allmänhet med grönt huvud.

## Utbredning och systematik
Fågeln förekommer från sydvästligaste Kina till sydöstra Tibet och nordöstra Assam i Indien. Den behandlas som monotypisk, det vill säga att den inte delas in i några underarter.

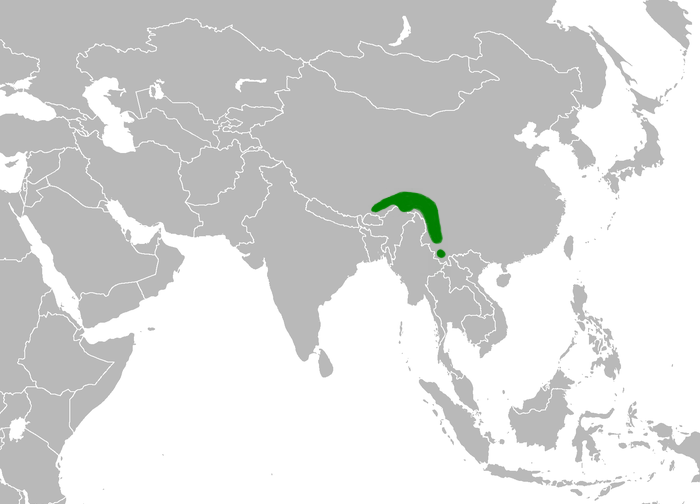
Artens utbredningsområde.

## Levnadssätt
Lavendelparakiten hittas i barr- och blandskog med tall och ek, i alpina rhododendronsnår och i uppodlade dalar på mellan 1250 och 4000 meters höjd. Den lever av frön från tallen Pinus tabulaeformis, korn, poppelhängen och odlad frukt. Den betraktas som ett skadedjur som förstör mognande skördar som majs. Fågeln lever troligen också av ryggradslösa djur, knoppar och bär. Lavendelparakiten har setts häcka i juni i sydöstra Tibet och lägga två till fyra ägg. Den häckar i trädhål, helst Populus ciliata. Den verkar vara stannfågel i sydöstra Tibet men förekommer i nordöstra Indien endast sommartid. I övriga utbredningsområdet rör den sig till lägre nivåer men kan ses upp till 3300 meters höjd.

## Status och hot
Arten har ett stort utbredningsområde, men tros minska i antal, dock inte tillräckligt kraftigt för att den ska betraktas som hotad. Internationella naturvårdsunionen IUCN listar arten som livskraftig (LC).

## Namn
Arten är uppkallad efter Edward Smith-Stanley, 13:e earl av Derby. Fram tills nyligen kallades den även derbyparakit på svenska, men justerades 2022 till ett enklare och mer informativt namn av BirdLife Sveriges taxonomikommitté. Den har även kallats kinaparakit.